# Cieśnina Drake’a

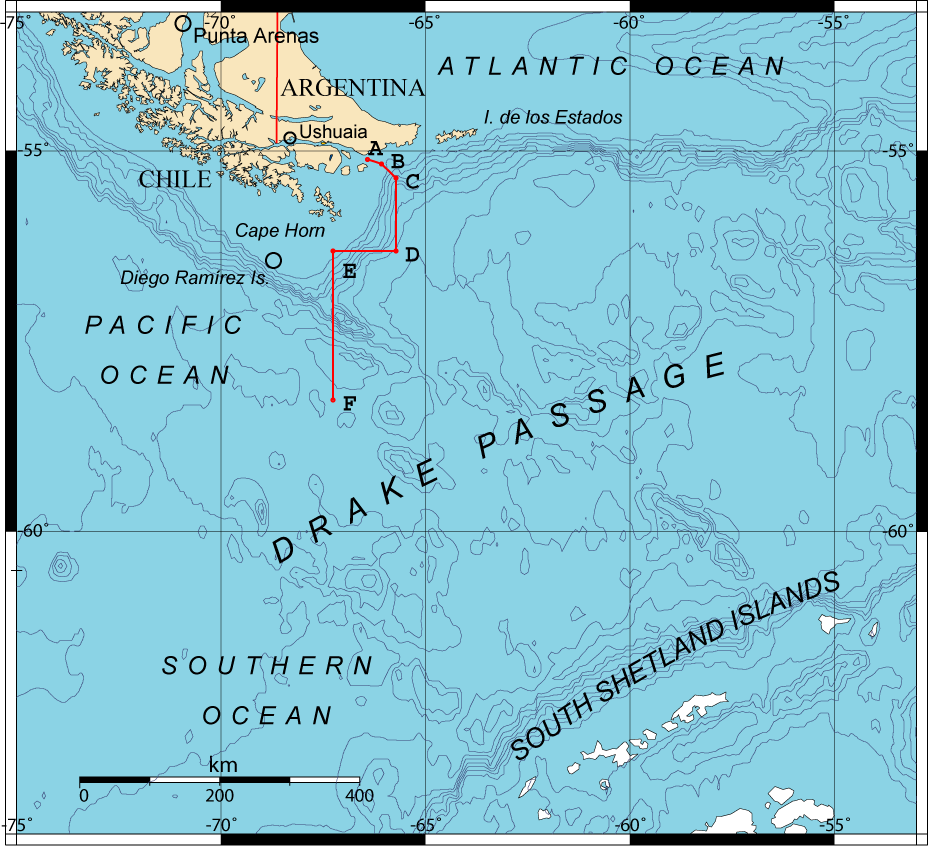
Cieśnina Drake’a

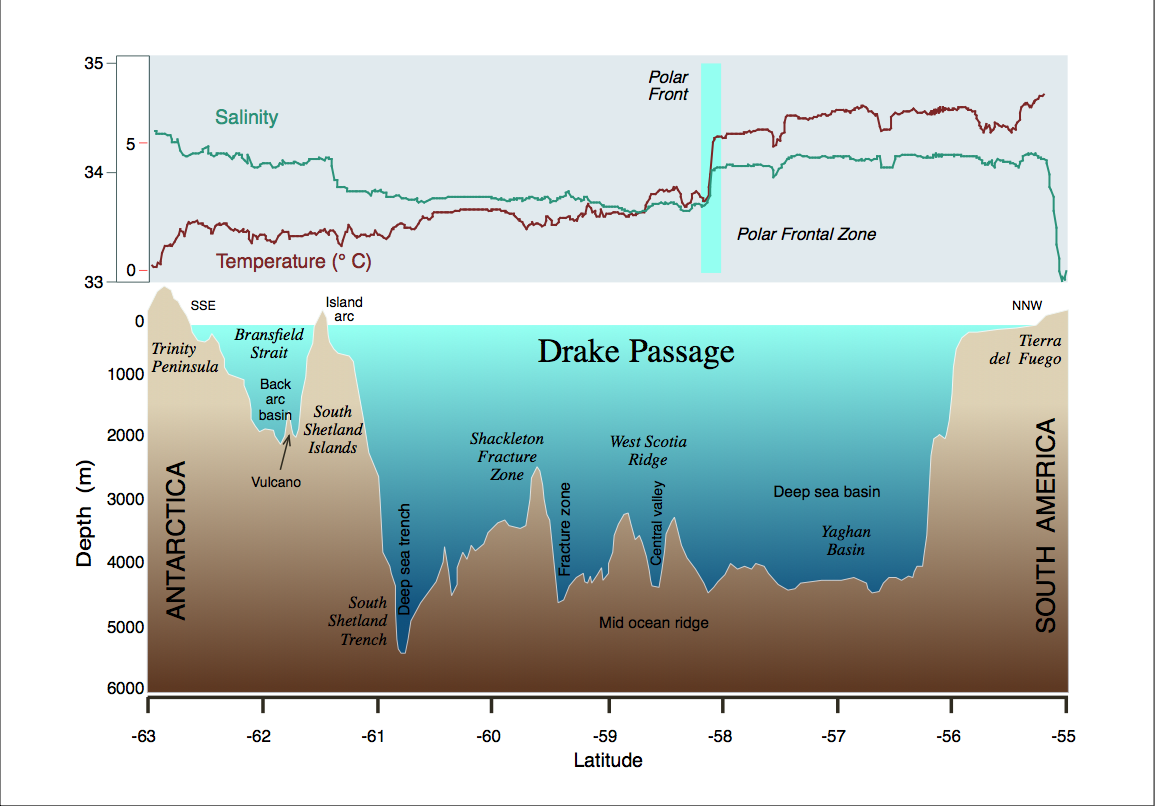

Cieśnina Drake’a – cieśnina morska położona między Ziemią Ognistą a zachodnią Antarktydą, łącząca Ocean Atlantycki z Oceanem Spokojnym. Szerokość – 1110 km, głębokość osiąga ponad 5000 m. Przylądek Horn wyznacza północną granicę Cieśniny Drake’a, a południk przechodzący przez Przylądek Horn jest uznawany za granicę między Pacyfikiem a Atlantykiem (czasami południowym punktem tej granicy jest uznawana Snow Island).
Nazwana na cześć Francisa Drake’a który, choć opłynął Amerykę Południową przez Cieśninę Magellana w 1578, został następnie zepchnięty przez sztorm na południe na wody cieśniny. Drake prawdopodobnie nie zdawał sobie sprawy, że tworzy ona przejście dookoła kontynentu. Pierwszego udokumentowanego przepłynięcia dokonał statek Eendracht kapitana Willema Corneliszoona Schoutena w 1616.

## Pogoda i klimat
Silne wiatry w cieśninie i koło przylądka Horn są związane z różnicą temperatury pomiędzy Antarktydą i cieplejszym powietrzem w średnich szerokościach południowych. Ten gradient temperatury tworzy Antarktyczny Front Polarny i silne wiatry wiejące równoleżnikowo z zachodu na wschód koło równoleżnika 60°S. Dodatkowym elementem jest efekt przyśpieszania wiatrów wchodzących do Cieśniny Drake’a z zachodu na wschód poprzez południowe Andy oraz przez górzysty Półwysep Antarktyczny.
Na zachód od Ameryki Południowej w lecie (grudzień, styczeń, luty) panuje Wyż Południowego Oceanu Spokojnego. Wiatry na obrzeżach wyżu na półkuli południowej wieją przeciwnie do wskazówek zegara i przyczyniają się do silnych wiatrów w Cieśninie Drake’a i koło przylądka Horn. Przy Antarktyce ciepłe powietrze z obszarów tropikalnych jest w kontakcie z zimnym powietrzem Antarktydy. Jest to mechanizm tworzenia się tzw. frontu polarnego wokół Antarktydy. W przyległych morzach do Antarktydy tworzą się systemy niżowe, m.in. na  Morzu Bellingshausena w okolicach (60°S, 120°W). Z systemami niżowymi związane są strefy frontalne na północ od Antarktydy na 50°S-55°S, które wędrują z zachodu na wschód. Te wiatry wpływają na ocean i wymuszają Antarktyczny Prąd Okołobiegunowy, który jest silny w Cieśninie Drake’a i płynie z zachodu na wschód.
W cieśninie jest obecnie (2011) mało bezpośrednich pomiarów meteorologicznych z wyjątkiem stacji na północnym Półwyspie Antarktycznym oraz nielicznych stacjach w południowym Chile. W samej cieśninie pomiary meteorologiczne dokonywane są okresowo na stacji na chilijskich wyspach Diego Ramirez (85972), w Caleta Condell na Isla Gonzalo około 109 kilometrów od przylądka Horn. Założona w 1968 roku, nadaje dane METAR. Stacja Faro Cabo de Hornos (85970), została założona w 1982 roku. Istnieje argentyńska stacja meteorologiczna w Ushuaia, 146 kilometrów na północ. Dokonywane są stosunkowo częste pomiary oceanograficzne Antarktycznego Prądu Okołobiegunowego. W Cieśninie Drake’a 70% wiatrów wieje z zachodu. Stan oscylacji antarktycznej oraz faza oscylacji Maddena Juliana mogą wpływać na wiatry w cieśninie

. Serwis Meteorologiczny Marynarki Wojennej Chile (hiszp. Servicio Meteorológico de la Armada de Chile) przetwarza dane meteorologiczne z tego rejonu i rozprowadza mapy synoptyczne i ostrzeżenia pogodowe.
Główne tory, po jakich przemieszczają się niże w Cieśninie Drake’a, związane są z rejonem na zachód od Cieśniny Drake’a.
Istnieją pomoce nawigacyjne dotyczące Cieśniny Drake’a.